# 川畑隼人
川畑 隼人（かわばた はやと、1986年4月18日 - ）は、の男子プロバスケットボール選手である。bjリーグの京都ハンナリーズに、2010-11シーズンの間所属していた。ポジションはポイントガード。
京都市、左京区出身。日生学園第二高校（現・青山高校）卒業後、いったん競技から離れて就職するが、
、2年後に退職し、専門学校アップルスポーツカレッジに入学する。
2010年に、専門学校アップルスポーツカレッジを卒業した後、京都ハンナリーズのチームトライアウトを受験し、練習生として入団する。12月に選手契約を結び、ハンナリーズにとって初めての地元出身選手となった。また、専門学校アップルスポーツカレッジ出身のプロ選手としては鳴海亮に次ぐ2人目であった。
川畑は5試合に出場し、1試合平均1.4得点を記録した。シーズン終了後の5月31日、チームは川畑との契約を更新しないことを発表した。

## 個人成績
| シーズン | チーム | GP | GS | MPG | FG%  | 3P%  | FT% | RPG | APG | SPG | BPG | TO  | PPG |
| -------- | ------ | -- | -- | --- | ---- | ---- | --- | --- | --- | --- | --- | --- | --- |
| 2010-11  | 京都   | 5  | 0  | 1.6 | 37.5 | 33.3 | 0.0 | 0.2 | 0.0 | 0.0 | 0.0 | 0.6 | 1.4 |